# Турнир Фратернитад 1980
Клубный кубок UNCAF 1980 — 10-й розыгрыш футбольного турнира под названием Турнир Фратернитад. Двенадцать участников в четвертьфиналах и полуфиналах сыграли на выбывание, а трое финалистов в финальной пульке определили победителя. Участники вновь представляли три государства — Гватемала, Гондурас и Сальвадор, вновь не участвовали клубы из Коста-Рики. Трофей впервые завоевал гондурасский клуб «Бронкос».

## Участники
1. Комуникасьонес - чемпион Гватемалы сезона 1979/1980.
2. Кобан Империал - 2-е место в чемпионате Гватемалы сезона 1979/1980.
3. Мунисипаль - 3-е место в чемпионате Гватемалы сезона 1979/1980.
4. Сучитепекес - 4-е место в чемпионате Гватемалы сезона 1979/1980.
5. Универсидад - чемпион Гондураса сезона 1979.
6. Виктория - 2-е место в чемпионате Гондураса сезона 1979.
7. Марафон - 3-е место в чемпионате Гондураса сезона 1979.
8. Бронкос - 4-е место в чемпионате Гондураса сезона 1979.
9. Сантьягуэньо - чемпион Сальвадора сезона 1979/1980.
10. Агила - 2-е место в чемпионате Сальвадора сезона 1979/1980.
11. ФАС - 3-е место в чемпионате Сальвадора сезона 1979/1980.
12. Альянса - 6-е место в чемпионате Сальвадора сезона 1979/1980.

## Четвертьфиналы
| Команда 1      | Итог  | Команда 2      | 1-й матч | 2-й матч |
| -------------- | ----- | -------------- | -------- | -------- |
| Марафон        | 1:10  | ФАС            | 1:2      | 0:8      |
| Агила          | 6:4   | Сучитепекес    | 4:3      | 2:1      |
| Сантьягуэньо   | 4:6   | Мунисипаль     | 2:1      | 2:5      |
| Бронкос        | 1:0   | Кобан Империал | 1:0      | 0:0      |
| Универсидад    | [ 1 ] | Альянса        | 1:1      | [ 1 ]    |
| Комуникасьонес | 4:1   | Виктория       | 1:0      | 3:1      |

## Полуфиналы
| Команда 1      | Итог | Команда 2  | 1-й матч | 2-й матч |
| -------------- | ---- | ---------- | -------- | -------- |
| Комуникасьонес | 2:4  | ФАС        | 2:1      | 0:3      |
| Бронкос        | 4:3  | Мунисипаль | 2:1      | 2:2      |
| Агила          | 2:7  | Альянса    | 2:3      | 0:4      |

## Финал
| # | Клуб    |   | И | В | Н | П | МЗ | МО | Очки | РМ |
| - | ------- | - | - | - | - | - | -- | -- | ---- | -- |
| 1 | Бронкос | 4 | ? | ? | ? | ? | ?  | ?  | ?    |    |
| 2 | Альянса | 4 | ? | ? | ? | ? | ?  | ?  | ?    |    |
| 3 | ФАС     | 4 | ? | ? | ? | ? | ?  | ?  | ?    |    |

|     | \| ФАС \| 0-0 \| Бронкос \| |         |
| ФАС | 0-0                         | Бронкос |

|         | \| Бронкос \| 1-0 \| Альянса \| |         |
| Бронкос | 1-0                             | Альянса |

## Чемпион
| Победитель Клубного кубка UNCAF 1980 |
| ------------------------------------ |
| Бронкос 1-й титул                    |